# ジェイ・ヘイリー

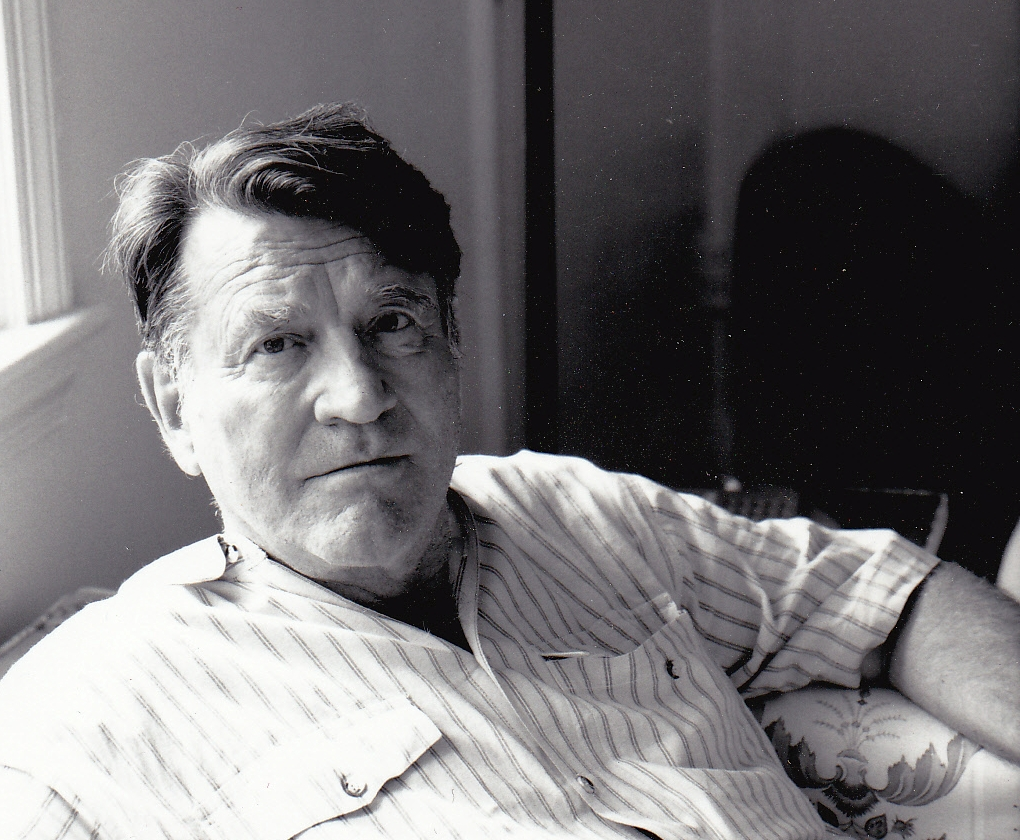
Jay Haley

ジェイ・ダグラス・ヘイリー（1923年7月19日 - 2007年2月13日） は、アメリカの心理療法家。ブリーフ・セラピー（短期療法）及び家族療法を生み出した。

## 生涯と業績
ワイオミング州ミッドウエストでジェイ・ヘンリーは生まれた。彼の家族はヘイリーが4歳のとき、カリフォルニア州バークレーに引っ越した。第二次大戦中、空軍に従軍した後、彼はUCLAに入学し、そこで演劇の学士号を得た。卒業後の数年間、ヘイリーは「ニューヨーカー」に短い物語を投稿し掲載されている。　脚本家になろうと1年を費やした後、彼はカリフォルニアに戻り、カリフォルニア大学バークレー校から図書館学の学士号を、それからスタンフォード大学ではコミュニケーション理論の修士号を得た。ヘイリーは、1950年代の初めに結婚し、キャサリン、グレゴリー、アンドリューという3人の子供をもうけた。妻のエリザベスは、熟練のコンサート・バイオリニストであり、ジャーナリストでもあった。
スタンフォード大学で学ぶ間に、ヘイリーは人類学者であるグレゴリー・ベイトソンと出会った。ベイトソンはヘイリーを自分のコミュニケーション研究のプロジェクトに参加させた。この研究はのちにベイトソン・プロジェクトとして知られるようになり、家族療法を生み出した要因のひとつとなり、また家族療法の歴史の中でもっとも重要な論文「統合失調症の理論にむけて」 を生み出した。　プロジェクトの中心メンバーは、ベイトソン、ドン・ジャクソン、ジェイ・ヘイリー、ジョン・ウィークランド、ビル・フライであった。
家族療法の誕生と進化についてのヘイリーの貢献は、おそらく彼が1950年代から1960年代にかけて、様々な臨床モデルを駆使することで、心理療法について最も経験豊かな観察者となっていたからだろう。ベイトソン・プロジェクトでは、ヘイリーとジョン・ウィークランドは最も重要な臨床家たちについて類まれな接触を得ることができた。それは実際の観察であったり、録音や記録映画の形であったりした。彼らが観察研究した臨床家には、ミルトン・エリクソン、ジョセフ・ウォルピ、ジョン・ローゼン、ドン・ジャクソン、チャールズ・フルワイラー、フレイダ・フロム−ライヒマンなどがいた。
1962年、パロアルトのメンタル・リサーチ・インスティチュート（MRI）で働く傍ら、ヘイリーは家族療法の学術誌Family Processの創設編集者となった（これにはヘイリーの最初の妻、経験豊かなジャーナリストであったエリザベス・ヘイリーの援助があった）。MRIで研究を行いながら、ヘイリーは、ベイトソン・プロジェクトの最初期に築いたミルトン・エリクソンとの臨床家としての関係を続けていた。ヘイリーは、最も重要な著作となった『アンコモンセラピー』でエリクソンを広く臨床家たちに紹介した。
1960年代半ばにヘイリーはペンシルベニア州に移り、Philadelphia Child Guidance Clinicに職を得た。1970年代はじめには、サルバドール・ミニューチンやブラウリオ・モンタルヴォとの共同研究を通じて、ヘイリーは構造的家族療法の進歩に影響を与え、またそこから影響を受けた。
2番目の妻クロエ・マダネスとともに、1976年家族療法研究所をワシントンD.C.に設立した後、ヘイリーは構造的家族療法の進歩の中核でありつづけている。家族療法研究所での彼の著作には、最も影響があったベストセラー『問題解決療法』がある。
1990年代に入り家族療法研究所を離れた後、ヘイリーはサンディエゴへ移り、3番目の妻マドレーヌ・リッチポート・ヘイリーとともに、人類学や心理療法に関するたくさんの映画を製作した。マドレーヌはまた、ヘイリーの最後の著作『Directive Family Therapy』にも協力した。ヘイリーまたは死の間際まで、アライアント大学のカリフォルニア・スクール・オブ・プロフェッショナル・サイコロジー（CSPS）の客員研究員であった。
ヘイリーは人間の諸問題についてのシステマティックな理解と介入への実践的アプローチを結び合わせた。セラピーの理論を持つべきでないという主張にもかかわらず、ヘイリーの方法は、創造的で時として挑発的ですらある指示（クライエントはその指示に反応するのである）を強調するものだった。このアプローチが強調するのは、クライエントとセラピストの間で注意深く契約をむすぶこと、（時にはセラピストが、時にはクライエントが思いついたやり方で）可能性のある解決をともに試してみること、結果を顧みて、セラピーが目的に達するまで実験を繰り返すことである。1960年代から70年代にかけて、精神力動的アプローチが主流だった頃、こうした実践性は異端視されていた。ヘイリーや彼の世代の実践的な療法家たちがいま／ここについて焦点をあてるよう強調したことは、今日では心理療法の手本となっている。

## 著作

### 単著
- Strategies of psychotherapy, Grune & Stratton, 1963. ISBN 0808901680 （＝心理療法の秘訣 : コミュニケーション分析による発見，高石昇訳，黎明書房, 1973.）（＝戦略的心理療法 : ミルトン・エリクソン心理療法のエッセンス，高石昇訳, 黎明書房, 1986. ISBN 4654000844）
- Uncommon therapy : the psychiatric techniques of Milton H. Erickson, M.D., Norton, 1973. ISBN 0393008460 ，Reissue版 ISBN 0393310310（＝アンコモンセラピー : ミルトン・エリクソンのひらいた世界，高石昇, 宮田敬一監訳，二瓶社, 2001 ISBN 4931199755）
- Problem-solving therapy : [new strategies for effective family therapy], Jossey-Bass, 1976. ISBN 0875893007 （＝家族療法 : 問題解決の戦略と実際，藤悦子訳，川島書店, 1985.：1981年版の翻訳）
- Leaving home : the therapy of disturbed young people, McGraw-Hill, 1980. ISBN 0070255709
- Reflections of Therapy and Other Essays, Family Therapy Inst, 1981. ISBN 9991862978
- Ordeal therapy, Jossey-Bass, 1984. ISBN 0875895956 （＝戦略的心理療法の展開: 苦行療法の実際，高石昇, 横田恵子訳，星和書店, 1988. ISBN 4791101685）
- The Power Tactics of Jesus Christ and Other Essays, Triangle, 1986. ISBN 0931513057
- Jay Haley on Milton H. Erickson, Brunner/Mazel, 1993. ISBN 0876307284
- Windmills-Drouths & Cottonseed Cake, Texas Christian University Press,U.S., 1995. ISBN 9780875651415
- Learning and teaching therapy, Guilford Press, 1996. ISBN 1572300353
- Directive Family Therapy, Haworth Press, 2007. ISBN 0789033550

### 共著
- (with Lynn Hoffman),Techniques of family therapy : five leading therapists reveal their working styles, starategies, and approaches, Basic Books, 1967. ISBN 9780465095124
- (with Ira D. Glick), Family therapy and research : an annotated bibliography of articles and books published 1950-1979, Grune & Stratton, 1971. ISBN 0808906887
- (with David R. Grove ), Conversations on therapy : popular problems and uncommon solutions, Norton, 1993. ISBN 0393701557 （＝治療としての会話 : ヘイリーの心理療法コンサルテーション, 岡本吉生訳, 金剛出版, 1999. ISBN 4772406018）
- (with by Jeffrey K. Zeig), Changing Directives: The Strategic Therapy of Jay Haley, Tucker & Theisen, 2002. ISBN 9781891944741
- (with Madeleine Richeport-Haley), The art of strategic therapy, Brunner-Routledge, 2003. ISBN 0415945925
- (with Madeleine Richeport-Haley),  Milton H. Erickson, MD Explorer in Hypnosis and Therapy, Crown House Publishing, 2006.　 ISBN 9781845900236

### 編者として
- Advanced techniques of hypnosis and therapy : selected papers of Milton H. Erickson, M.D., Grune & Stratton, 1967. ISBN 0808901699
- Changing families : a family therapy reader, Psychological Corp. : Harcourt Brace Jovanovich, c1971. ISBN 0158033132
- Conversations with Milton H. Erickson, M.D. v. 1 - v. 3, Triangle, 1985. ISBN 0931513014(v. 1) , ISBN 0931513022(v. 2) , ISBN 0931513030(v. 3) （＝ミルトン・エリクソンの催眠療法 : 個人療法の実際 [ミルトン・エリクソン述]，門前進訳, 誠信書房, 1997.：v.1の翻訳 ISBN 4414402697）（＝ミルトン・エリクソン子どもと家族を語る[ミルトン・エリクソン述] ; グレゴリー・ベイトソン, ジェイ・ヘイリー, ジョン・ウィークランド聞き手 ，森俊夫訳, 金剛出版, 2001.：v.3の翻訳 ISBN 4772406883）
- Milton H. Erickson in His Own Voice, W W Norton & Co Ltd, 1992. ISBN 9780931513077